# 第1回王将戦
第1回王将戦（だい1かいおうしょうせん）は、1950年度の王将戦である。初回は一般棋戦として開催され、来期（第1期王将戦）よりタイトル戦に格上げされた。

## 概要
毎日新聞社は1935年に実力制による名人戦を創設。1949年の第8期まで主催していた。しかし、毎日新聞社と日本将棋連盟との交渉が決裂し、第9期からの主催者は朝日新聞社に移行した。
その後、毎日新聞社は新棋戦の創設を日本将棋連盟に提案した。新棋戦「王将戦」の内容は、順位戦A級棋士5名を選抜して総当たりのリーグ戦を実施。その優勝者と木村義雄名人の七番勝負で王将位を決定するという方式であった。また、3勝差をつけると次の対局から香落ちと平手を交互に指す、「三番手直り」の指し込み制が提案された。名人が指し込まれる可能性があったため、慎重に検討されたが、提案通りに開始されることとなった。
挑戦者決定リーグに出場となった棋士は、第5期順位戦A級1位の大山康晴九段、A級2位の升田幸三八段、A級3位の丸田祐三八段、A級4位の塚田正夫前名人、A級5位の高島一岐代八段。結果は、丸田祐三八段が3勝1敗の成績で、木村義雄名人への挑戦権を獲得した。
七番勝負では6局目の時点で木村義雄名人の4勝2敗となり、優勝を果たした。木村名人は続く第7局も勝利し、指し込んだ形となった。

## 第1回王将戦七番勝負
| 対局者       | 第1局               | 第2局                 | 第3局                 | 第4局                | 第5局                | 第6局               | 第7局                |      |
| 対局者       | 1950年 12月1日・2日 | 1950年 12月14日・15日 | 1950年 12月26日・27日 | 1951年 1月16日・17日 | 1951年 1月21日・22日 | 1951年 2月9日・10日 | 1951年 2月23日・24日 |      |
| ------------ | ------------------- | --------------------- | --------------------- | -------------------- | -------------------- | ------------------- | -------------------- | ---- |
| 木村義雄名人 | ○                   | ●                     | ○                     | ○                    | ●                    | ○                   | ○                    | 優勝 |
| 丸田祐三八段 | ●                   | ○                     | ●                     | ●                    | ○                    | ●                   | ●                    |      |

## 挑戦者決定リーグ
| 順位 | 棋士           | 勝 | 負 | 備考 | 丸田 | 大山 | 升田 | 塚田 | 高島 |
| ---- | -------------- | -- | -- | ---- | ---- | ---- | ---- | ---- | ---- |
|      | 丸田祐三八段   | 3  | 1  | 挑戦 | －   | ○    | ○    | ○    | ●    |
|      | 大山康晴九段   | 2  | 2  |      | ●    | －   | ○    | ●    | ○    |
|      | 升田幸三八段   | 2  | 2  |      | ●    | ●    | －   | ○    | ○    |
|      | 塚田正夫前名人 | 2  | 2  |      | ●    | ○    | ●    | －   | ○    |
|      | 高島一岐代八段 | 1  | 3  |      | ○    | ●    | ●    | ●    | －   |